# Adipicola arcuatilis
Adipicola arcuatilis is een tweekleppigensoort uit de familie van de Mytilidae. De wetenschappelijke naam van de soort is voor het eerst geldig gepubliceerd in 1995 door Dell.